# Bogatynia
Bogatynia (en alemán Reichenau in Sachsen) es una ciudad, ubicada en el distrito de Zgorzelec, en el voivodato de Baja Silesia, en el suroeste de Polonia.

## Geografía
El territorio municipal forma un "saliente" entre la ciudad checa de Frýdlant en el este y la ciudad alemana de Zittau en el oeste. Hacia el suroeste, el trifinio de las fronteras checa, alemana y polaca se encuentra en el Neisse. La ciudad queda aproximadamente a 27 km al sur de Zgorzelec, y 147 km al oeste de la capital regional, Breslavia. En el año 2006 tenía 19 068 habitantes, que han bajado a 18.213 a fecha 30-6-2015.

## Historia
El asentamiento de Richnow en la región histórica de Alta Lusacia se menciona por vez primera en una escritura de 1262, luego una posesión de la abadía de san Marienthal, cisterciense, cerca de Ostritz. Prosperó debido a su ubicación en una importante ruta comercial que conectaba Dresde, residencia de los margraves de Misnia, con Świdnica en Silesia. Inicialmente fue una posesión del reino de Bohemia, pero el emperador Fernando II entregó Lusacia al elector de Sajonia por la Paz de Praga.
Como Sajonia se puso del lado del imperio francés durante las guerras napoleónicas, tuvo que ceder la parte noreste de Alta Lusacia a Prusia de acuerdo con el Acta final del Congreso de Viena (1815). Después de que se trazase la nueva frontera, Reichenau fue la única posesión al este del Neisse que quedaba con el recién establecido reino de Sajonia. Con la implementación de la línea Oder-Neisse de acuerdo con el Acuerdo de Potsdam al final de la Segunda Guerra Mundial, fue así el único municipio de Polonia que hasta 1945 había formado parte del Estado libre de Sajonia.
La ciudad solía conectar por líneas de ferrocarril de vía estrecha abiertas en 1884 con Zittau y la frontera bohemia, donde se unía con el ferrocarril Frýdlant–Heřmanice en 1900. El servicio para cruzar la frontera fue discontinuo a partir de 1945, y la línea ferroviaria fue finalmente cerrada en 1961.
El 8 de agosto de 2010, el Miedzianka inundó todo el centro de la ciudad, muriendo dos personas, causando gran daño y destruyendo varios edificios históricos. La causa de la inundación fueron lluvias particularmente intensas y por ello creció el río Miedzianka.

## Economía

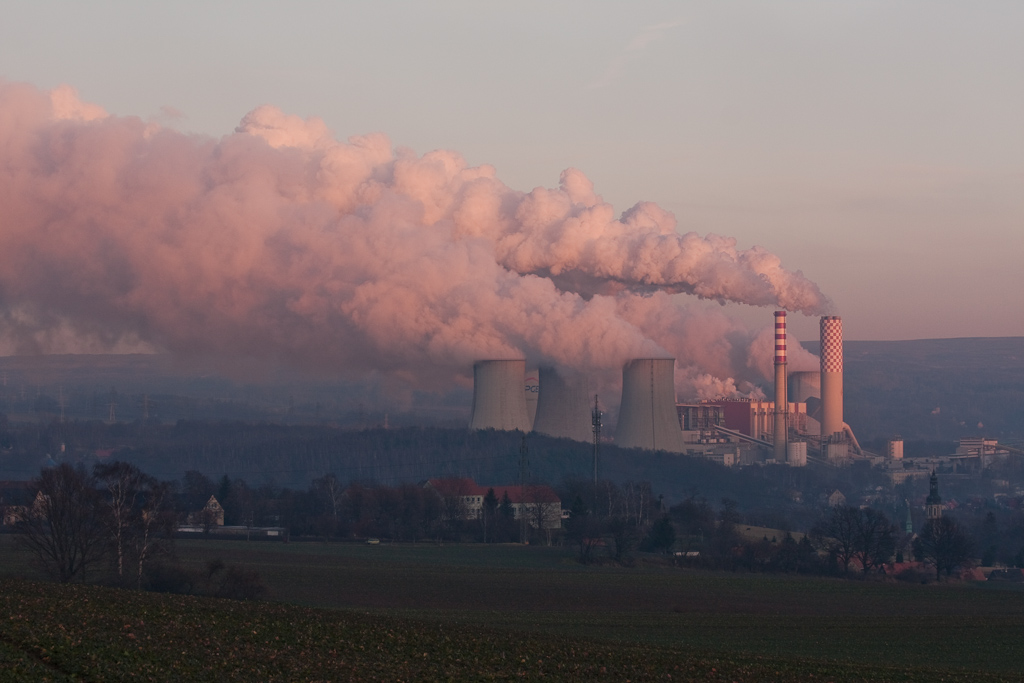
Central eléctrica de Turów

Hoy Bogatynia es una de las ciudades más ricas per cápita en Polonia, debido a sus dos principales empresas: la Mina de carbón Turów, una gran mina a cielo abierto sobre los terrenos del anterior pueblo (Reibersdorf) Rybarzowice y la central termoeléctrica asociada, Elektrownia Turów, operada por la Polska Grupa Energetyczna, el tercero más grande del país. La palabra bogaty en polaco describe una persona rica o pudiente, un calco semántico del nombre alemán original, 'Reichenau' (Reich: "rico").

## Personas destacadas
- Johann Hübner, geógrafo y erudito alemán (1668-1731)
- Johann Gottfried Schicht, compositor (1753-1823)
- Ernst Friedrich Apelt, filósofo (1812-1859)
- Werner Dittrich (n. 1937), halterófilo alemán

## Ciudades hermanadas
Bogatynia está hermanada con:
- Zgorzelec, Polonia
- Zittau, Alemania
- Hrádek nad Nisou, República Checa